# Lozenska Planina
La zona del Lozen (in bulgaro Лозенска планина?, Lozenska Planina è considerata una parte della città di Sofia, poiché la sua vicinanza con la montagna ne fanno un tutt'uno.
Interessante sottolineare che la città a sud ovest si sviluppa un po' a parte anche sulle creste del monte Lozen che la custodisce più a sud. La piccola montagna è in realtà un prolungamento della Sredna Gora ed è famosa perché custodisce piccoli tesori tra cui un monastero e fortezze che in epoca medioevale difendeva Sofia dai nemici.
La cresta del Lozen era anche la sentinella contro lo sviluppo degli incendi e l'arrivo dei nemici. Il Lozen custodiva la strada per Belgrado e Costantinopoli. Distante solo 30 minuti con l'auto ed i mezzi pubblici, la zona del paesino di Lozen è spesso scambiato per un quartiere di Sofia dal momento che vi risiedono molti studenti anche per gli affitti notevolmente più bassi ed uno dei centri di addestramento della Croce Rossa Bulgara sede anche di eventi e progetti europei.
Sul monte Lozen si trova anche un monastero molto vicino al villaggio dove ha sede anche la Croce rossa, da cui dista solo 5 km, il paesino di Dolni Lozen, vicino a Sofia; il monastero si trova sul picco di Polovrak (con una altezza di circa 1182 m), disposto come una terrazza naturale ed un magnifico balcone su un panorama tra i più belli della valle di Sofia. Ora vi vivono solo due suore, ma la storia del monastero è una delle più interessanti ed affascinanti di Bulgaria e meta di pic nic della popolazione locale.